# Червонодворка
Червонодворка (укр. Червонодвірка) — село на Украине, основано в 1850 году, находится в Барановском районе Житомирской области.
Код КОАТУУ — 1820655704. Население по переписи 2001 года составляет 3 человека. Почтовый индекс — 12720. Телефонный код — 4144. Занимает площадь 2,551 км².

## История
В 1946 году указом ПВС УССР хутор Финяк переименован в Червонодворку.

## Адрес местного совета
12720, Житомирская область, Барановский р-н, пгт. Каменный Брод, ул. Ленина, 22